# L'Imitation de Notre-Dame la Lune
 (juillet 2019).
Si vous disposez d'ouvrages ou d'articles de référence ou si vous connaissez des sites web de qualité traitant du thème abordé ici, merci de compléter l'article en donnant les références utiles à sa vérifiabilité et en les liant à la section « Notes et références ».
L'Imitation de Notre-Dame la Lune est un recueil de poèmes de Jules Laforgue publié en 1886. 
Les illustrations sont de Raymond Pagès, et le recueil a fait l'objet d'un compte-rendu par Claude Duchet dans la revue  Romantisme en 1982.

## Liste des poèmes du recueil
- Un mot au Soleil pour commencer
- Litanies des premiers quartiers de la lune
- Au large
- Clair de lune
- Climat, faune et flore de la lune
- Guitare
- Pierrots
- Pierrots (On a des principes)
- Pierrots (Scène courte mais typique)
- Locutions des Pierrots
- Dialogue avant le lever de la lune
- Lunes en détresse
- Petits mystères
- Nuitamment
- États
- La lune est stérile
- Stérilités
- Les linges, le cygne
- Nobles et touchantes divagations sous la lune
- Jeux
- Litanies des derniers quartiers de la lune
- Avis, je vous prie